# Upplands runinskrifter 360
Upplands runinskrifter 360 är en vikingatida runristning på en berghäll i Gådersta, Skepptuna socken och Sigtuna kommun. Runristningen är 1,9 gånger 1,8 meter och har en runhöjd på 6-7 centimeter.
Fadern, och runornas ristare, Torsten och sonen Ärenmund, som nämns i ristningen är utan tvivel samma två personer som finns omnämnda på U 209, den så kallade Vedahällen.

## Inskriften
Translitterering av runraden:
+ þurstain × hiak × a hili iftiʀ erinmunt × sun × sin × auk × iftiʀ kaiʀbiarn × faþur × sin
Normalisering till runsvenska:
Þorstæinn hiogg a hælli æftiʀ Ærinmund, sun sinn, ok æftiʀ Gæiʀbiorn, faður sinn.
Översättning till nusvenska:
Torsten högg på hällen efter Ärenmund, sin son, och efter Gerbjörn, sin fader.